# Alchornea glandulosa
Alchornea glandulosa là một loài thực vật có hoa trong họ Đại kích. Loài này được Poepp. mô tả khoa học đầu tiên năm 1841.

## Hình ảnh